# Daniel Casas
Daniel Alberto Casas Lago (n. 3 de diciembre de 1961 en Montevideo, Uruguay) es un exjugador y entrenador uruguayo de fútbol, radicado en Costa Rica.

## Trayectoria

### Como jugador
Daniel Casas vive desde la década de los 80s en Heredia, Costa Rica,  donde viajó siendo jugador.
Llegó a Costa Rica en 1986, gracias al entrenador Julio César "Pocho" Cortés.  En ese país formó parte de varios equipos profesionales en la posición de mediocampista, como Guanacasteca, Turrialba, San Carlos, Herediano y Pérez Zeledón. Con este último club se retiró en 1996, a la edad de 35 años, al quedar sin contrato.

### Como técnico
Casas realiza curso como entrenador en el Instituto Superior de Educación Física de Montevideo, fue en Costa Rica donde obtuvo donde obtuvo licencia clase A y licencia A Pro.
Su carrera de entrenador ha sido básicamente dirigiendo en equipos de Costa Rica, a excepción de un torneo corto que asumió al Juventud Retalteca de Guatemala (el Torneo Apertura 2009).
Un logro reconocido fue campeonizar con el Santos de Guápiles en la liga aficionada ANAFA (hoy LINAFA) en 1997, con lo cual accedió a la Segunda División. 
Sus mayores triunfos los alcanzó con la A.D. San Carlos: fue subcampeón en el Campeonato de Verano 2010 (final ante Saprissa), en el  Invierno 2010 llegó a los cuartos de final y en el  Verano 2011  perdió la final ante Alajuelense. Estos títulos son los únicos en la historia del club norteño en la máxima categoría.

## Clubes

### Como técnico
| Santos de Guápiles                | Costa Rica | 1997      |
| Municipal Turrialba               | Costa Rica | 1998      |
| sociación Deportiva Santa Bárbara | Costa Rica | 1998-1999 |
| Asociación Deportiva San Carlos   | Costa Rica | 1999-2002 |
| Municipal Liberia                 | Costa Rica | 2003      |
| Municipal Puntarenas              | Costa Rica | 2003-2004 |
| Santos de Guápiles                | Costa Rica | 2005-2006 |
| Asociación Deportiva Guanacasteca | Costa Rica | 2007      |
| Juventud Retalteca                | Guatemala  | 2009      |
| Asociación Deportiva San Carlos   | Costa Rica | 2010-2011 |
| Deportivo Saprissa                | Costa Rica | 2012      |
| Municipal Pérez Zeledón           | Costa Rica | 2013-2015 |
| Asociación Deportiva Carmelita    | Costa Rica | 2016      |
| Belen F.C.                        | Costa Rica | 2017 2018 |
| Guastatoya                        | Guatemala  | 2019      |
| Limon F.C.                        | Costa Rica | 2021      |

## Resumen de trayectoria
- 1997: Santos. Llevó al equipo Guapileño a la Segunda División.CAMPEON
- 1998: Turrialba. Segundo lugar en la disputa de la Liga de Ascenso.
- 1998-1999: Santa Bárbara. Cuarto lugar del campeonato nacional.
- 1999-2002:San Carlos. Dirigió a los Toros del Norte peleando siempre en los primeros lugares.
- 2003: Municipal Liberia. Estuvo con los pamperos en el Torneo de Apertura.
- 2003-2004: Municipal Puntarenas. Hizo subcampeón al equipo en Segunda División.
- 2005-2006: Santos. Volvió a Guápiles pero no pudo repetir su éxito.
- 2007 Guanacasteca. Se quedó a las puertas de la final de Segunda, llegó hasta la semifinal.
- 2009 Juventud Retalteca (Primera División de Guatemala). Estaba en primera posición cuando se fue porque había atraso en los pagos.
- Verano 2010 San Carlos. Subcampeón nacional.
- Verano 2011: San Carlos. Subcampeón nacional.
- 2012: Saprissa. Llegó a semifinal perdiendo con Herediano.
- Verano 2014: Pérez Zeledón. Salvó al equipo del descenso a la Segunda División y clasificó a semifinales.
- Verano 2015: Pérez Zeledón. Salvó otra vez al equipo del descenso y quedó a 3 puntos de la clasificación.
- Verano 2016:  Asociación Deportiva Carmelita.
- Apertura y Clausura 2017-2018* Belen F.C.
- CLausura 2019* Guastatoya de Guatemala "Campeón de Campeones"
- Verano 2021* Limón F.C.